# 伊瓦奇夫霍里什尼

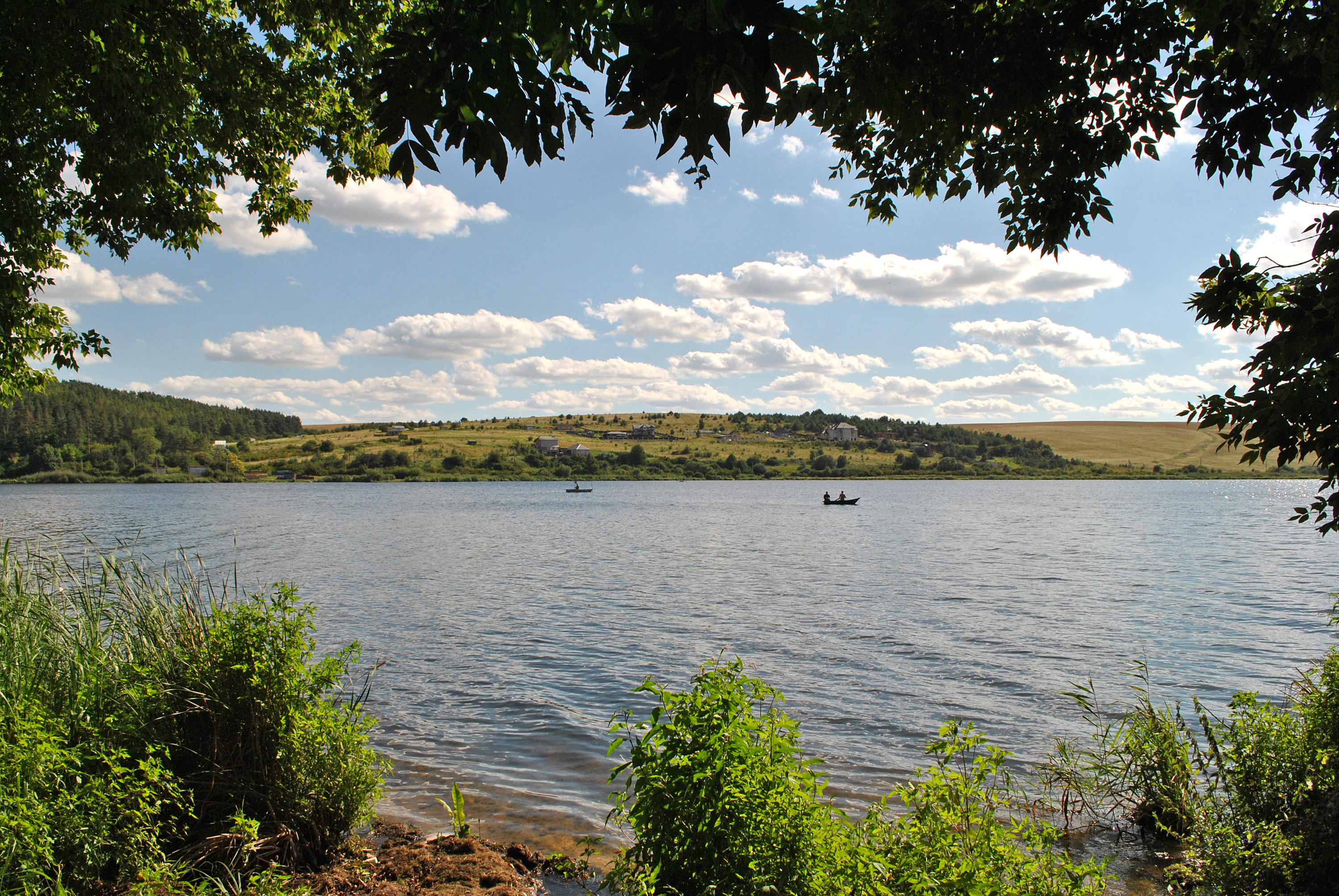

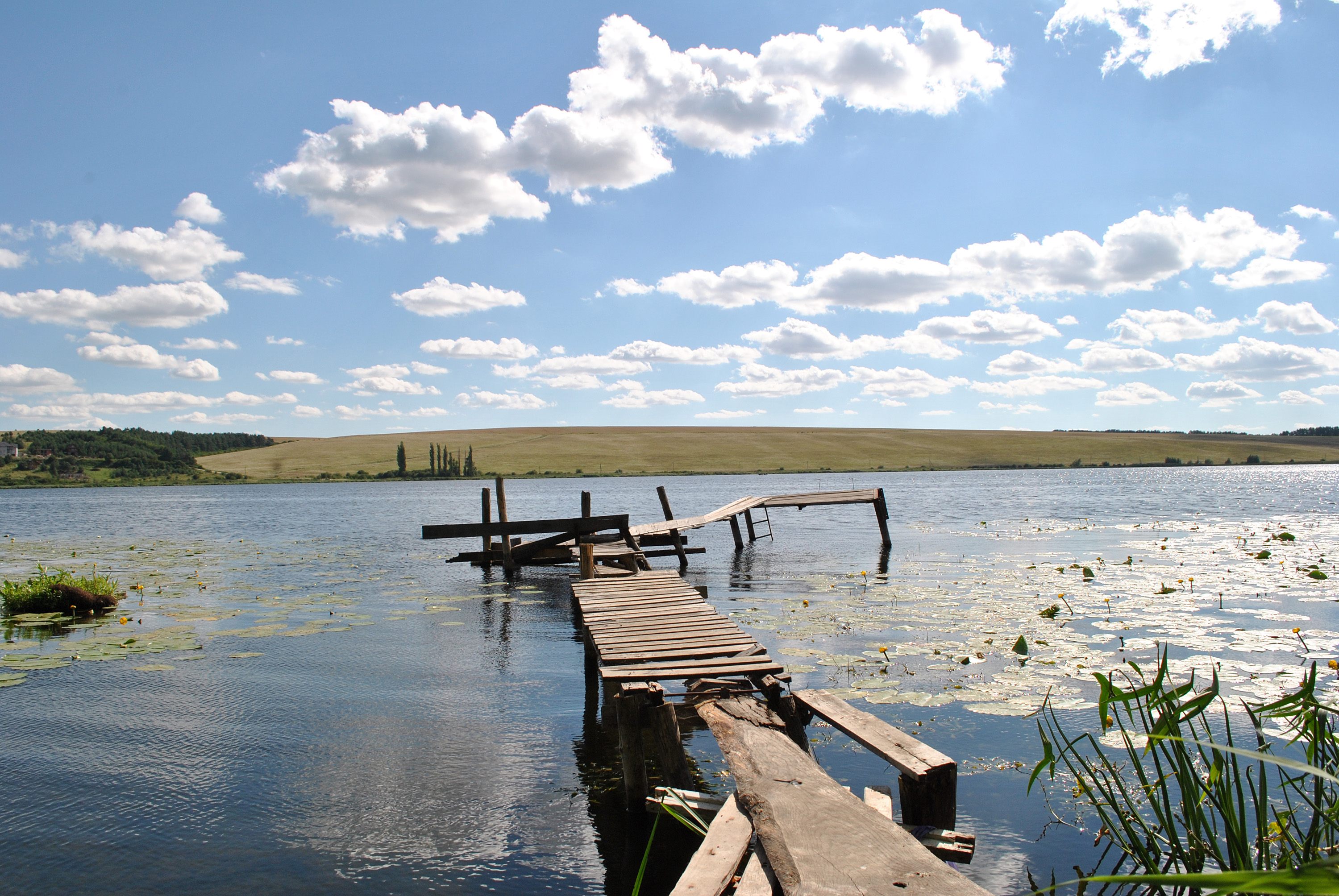

49°39′19″N 25°31′17″E / 49.65528°N 25.52139°E
伊瓦奇夫霍里什尼（羅馬化：Ivachiv Horishnii）是烏克蘭的村落，位於該國西部捷爾諾波爾州，由捷爾諾波爾區負責管轄，處於塞雷特河畔，始建於十六世紀，面積1.82平方公里，海拔高度337米，2001年人口261。